# Sarsia striata
Sarsia striata är en nässeldjursart som beskrevs av Edwards 1983. Sarsia striata ingår i släktet Sarsia och familjen Corynidae. Arten är reproducerande i Sverige. Inga underarter finns listade i Catalogue of Life.